# Barbro Eriksson
Karin Barbro Elisabet Eriksson (Zurigo, 25 marzo 1943) è un'ex nuotatrice svedese, che ha partecipato alle Olimpiadi di Roma 1960, gareggiando nei 200m rana.